# Bathypaguropsis marionensis
Bathypaguropsis marionensis is een tienpotigensoort uit de familie van de Paguridae. De wetenschappelijke naam van de soort is voor het eerst geldig gepubliceerd in 1994 door McLaughlin.